# Шашкевич, Маркиан Семёнович
Маркиан Семёнович Шашкевич (псевдоним — «Руслан», укр. Маркіян Семенович Шашкевич, пол. Marcian Szaszkewycz, нем. Markian Schaschkewitsch; 6 ноября 1811, село Подлесье, Королевство Галиции и Лодомерии, Австрийская империя — 7 июня 1843, село Новосёлки, Королевство Галиции и Лодомерии, Австрийская империя) — галицкий будитель, украинский поэт, фольклорист, публицист, писатель, переводчик. Греко-католический священник.
Один из основателей и идеологов «Русской троицы», литературного кружка, стоявшего у истоков украинофильского и русофильского движений в Галиции. Вместе с Яковом Головацким и Иваном Вагилевичем издал в Будапеште альманах «Русалка Днестровая», почти сразу запрещённый австрийской цензурой. За распространение во Львовской духовной семинарии русофильских и панславистских взглядов преследовался австрийскими властями. По доносу Дмитрия Мохнацкого, полагавшего, что Шашкевич напрямую связан с российским правительством, Шашкевич был изгнан из Лемберга и лишён прихода как один из «деятельных членов российской партии».
Отец украинского поэта-народовца и публициста Владимира Шашкевича. Двоюродный брат Григория Шашкевича и ближайший друг Николая Устиановича, стоявших у истоков Галицко-русской матицы.

## Биография
Родился в семье греко-католического священника в королевстве Галиции и Лодомерии, входившем в состав Австрийской империи. Учился в немецкой гимназии в Лемберге.
Шашкевич поступил в 1829 году в Львовскую духовную семинарию на «казённый кошт» как сын бедного сельского священника. Одновременно он стал слушателем на отделении философии Львовского университета. В студенческие годы стал писать стихи-воззвания к галицким русинам, известные под общим заголовком «Сын Руси». Сборник «Сын Руси» был закончен не позднее 1832 года.
В 30-е годы XIX века сблизился во Львове с Я. Ф. Головацким, вместе с которым создал литературный кружок «Русская троица», имевший славянофильско-просветительское направление. 4 мая 1834 года Шашкевич отнёс в лембергскую цензуру «Зорю», однако, поскольку в Лемберге отсутствовало ведомство по печати книг на русском и украинском языках, рукопись была отослана в Вену, откуда пришёл отказ в печати, по причине противопоставления в тексте положения галицких русин в Австрийской империи их былому прошлому в эпоху Древней Руси.
В 1836 году Шашкевич открыто выступил против использования греко-католической церковью латиницы вместо кириллицы. Шашкевич опубликовал в Перемышле на польском языке брошюру про русскую азбуку против инициативы Иосифа Лозинского о внедрении польской грамматики в русскую письменность Галиции. В том же году вместе с Я. Ф. Головацким и И. Вагилевичем выпускает в Будапеште в обход венской цензуры «Русалку Днестровую». Почти весь тираж был арестован австрийскими властями и не допущен к продаже. Как позднее отмечал Н. В. Гербель, в «Русалке» «по предложенію Шашкевича, принято было особое фонетическое правописаніе». С 1837 года Шашкевич проходил как подозреваемый по делу о революционерах во Львовской духовной семинарии.
В 1838 году окончил духовную семинарию, одновременно с учёбой в ней посещал занятия во Львовском университете. Воспевал борьбу против социального угнетения славян, полагая, что русинам и полякам следует объединиться в борьбе с германизацией. Шашкевич поддержал, в частности, публикацию сборника польской поэзии Вацлава Залеского. Шашкевич изучал народное творчество: «Слово о полку Игореве», очерки и песни про Богдана Хмельницкого, былины Кирши Данилова и т. д. При написании своих трудов Шашкевич, в частности, опирался на «Историю государства российского» Николая Карамзина, по которой «создатель „Русалки Днестровой“ знакомился с русской историей и русским языком». Поддерживал тесные связи с русской интеллигенцией, в частности, был лично знаком с И. И. Срезневским.
Будучи славянофилом, Шашкевич проявлял интерес ко всем славянским культурам. Ему принадлежат адаптированные для галичан переводы сербских, русских и польских народных песен, а также переводы «Краледвоской рукописи» и польской поэмы Северина Гощинского «Коневский замок». Шашкевич также намеревался подготовить перевод «Слова о полку Игореве», но не успел.
За распространение русской литературы на территории Львовской семинарии Шашкевич был изгнан из Львова и лишён прихода как один из «деятельных членов российской партии». Будучи сельским священником, Шашкевич остался без средств к существованию, заболел и умер от туберкулёза. В своих воспоминаниях о Шашкевиче, изданных в 1885 году, Я. Ф. Головацкий писал о нём как об одном из самых смелых и деятельных участников русского движения в Галиции первой половины XIX века.

## Память
На родине М. С. Шашкевича, в селе Подлесье, в 1959 году был открыт посвящённый ему музей, а в 1962 году — установлен памятник.
В городе Стрый Львовской области Украины в честь Маркиана Шашкевича названа улица.
В городе Львов названа площадь в его честь.
Шашкевичиана — журнал, периодический орган куратории Шашкевича Маркиана института-заповедника в Виннипеге. Выходил дважды в год в течение 1963—1988 годов.
На территории Львовской духовной семинарии Украинской греко-католической церкви установлен памятник Маркияну Шашкевичу.

## Сочинения
- «Сын Руси» — рукописный сборник стихов-воззваний, составленный Маркианом Шашкевичем ещё до знакомства с Яковом Головацким
- «Зоря» — сборник воззваний
- «Псалмы Руслановы» — рукописный сборник дум Шашкевича
- «Русалка Днестровая»